# فورد اسکورپیو
فورد اسکورپیو (Ford Scorpio) خودرویی است که توسط شرکت فورد بین سال‌های ۱۹۸۵ تا ۱۹۹۸در کلن، آلمان، تولید شده‌است.